# Il'inogorsk
Il'inogorsk (in russo Ильиногорск?) è un insediamento operaio della Russia europea centro-orientale, situato nel Volodarskij rajon dell'oblast' di Nižnij Novgorod.
Si trova a ovest di Volodarsk, poco a nord della confluenza del fiume Kljaz'ma nella Oka.